# Peter Claffey
Peter Claffey (* 26. Juli 1996 in Portumna) ist ein irischer Schauspieler und ehemaliger Rugbyspieler. 

## Ausbildung und Rugby
Claffey besuchte das Garbally College und spielte bereits dort Schulrugby. In seiner Rugbykarriere belegte er die Position Lock. 2015 ging er zur Akademie des Teams Connacht Rugby. Dort wurde er 2016 Teil der irischen Mannschaft für die U20 Six Nations. Nachdem er keinen Einsatz im Seniorenteam erhalten hatte, verließ er Connacht 2018.

## Schauspiel
Claffey schulte sich daraufhin zur Schauspielerei um an der nationalen Schauspielschule Bow Street Academy in Dublin. 2022 machte er sein professionelles Schauspieldebüt sowohl auf der Bühne in dem Stück A Whistle in the Dark am Abbey Theatre als auch im Fernsehen mit ersten Episodenrollen. In Wreck hatte er eine Nebenrolle über zwei Staffeln. Für das Game-of-Thrones-Spinoff A Knight of the Seven Kingdoms wurde Claffey in der Titelrolle des Heckenritters Ser Duncan besetzt.

## Filmografie
- 2022: Harry Wild – Mörderjagd in Dublin (Harry Wild, 1 Episode)
- 2022–2024: Bad Sisters (7 Episoden)
- 2022–2024: Wreck (12 Episoden)
- 2024: Vikings: Valhalla (4 Episoden)
- 2024: Borderline (2 Episoden)